# Тугегарао
Тугегарао (тагал. Tuguegarao) — місто у філіппінській провінції Кагаян на острові Лусон.

## Географія
Місто розташоване на півдні провінції між гірськими пасмами Сьєрра-Мадре і Кордильєри-Сентраль на річці Кагаян.

### Клімат
Місто знаходиться у зоні, котра характеризується мусонним кліматом. Найтепліший місяць — травень із середньою температурою 30 °C (86 °F). Найхолодніший місяць — січень, із середньою температурою 23.9 °С (75 °F).
| Клімат Тугегарао        | Клімат Тугегарао | Клімат Тугегарао | Клімат Тугегарао | Клімат Тугегарао | Клімат Тугегарао | Клімат Тугегарао | Клімат Тугегарао | Клімат Тугегарао | Клімат Тугегарао | Клімат Тугегарао | Клімат Тугегарао | Клімат Тугегарао | Клімат Тугегарао |
| Показник                | Січ.             | Лют.             | Бер.             | Квіт.            | Трав.            | Черв.            | Лип.             | Серп.            | Вер.             | Жовт.            | Лист.            | Груд.            | Рік              |
| Абсолютний максимум, °C | 37               | 37               | 40               | 42               | 41               | 41               | 41               | 38               | 37               | 38               | 36               | 38               | 42               |
| Середній максимум, °C   | 28               | 30               | 33               | 36               | 36               | 36               | 34               | 34               | 33               | 31               | 30               | 28               | 32               |
| Середня температура, °C | 23               | 24               | 26               | 29               | 29               | 29               | 28               | 28               | 27               | 26               | 25               | 24               | 26               |
| Середній мінімум, °C    | 19               | 18               | 20               | 22               | 23               | 23               | 22               | 22               | 22               | 22               | 21               | 20               | 21               |
| Абсолютний мінімум, °C  | 12               | 13               | 14               | 17               | 17               | 18               | 18               | 19               | 18               | 18               | 12               | 12               | 12               |
| Норма опадів, мм        | 30               | 20               | 30               | 60               | 150              | 140              | 250              | 200              | 240              | 230              | 270              | 130              | 1800             |
| Днів з дощем            | 3                | 2                | 2                | 4                | 8                | 8                | 11               | 9                | 12               | 11               | 13               | 10               | 97               |
| Вологість повітря, %    | 82               | 76               | 73               | 71               | 72               | 75               | 79               | 79               | 80               | 82               | 84               | 85               | 78               |
| ----------------------- | ---------------- | ---------------- | ---------------- | ---------------- | ---------------- | ---------------- | ---------------- | ---------------- | ---------------- | ---------------- | ---------------- | ---------------- | ---------------- |
| Джерело: Weatherbase    |                  |                  |                  |                  |                  |                  |                  |                  |                  |                  |                  |                  |                  |